# Vitfläckig dunrall
Vitfläckig dunrall (Sarothrura pulchra) är en fågel i den afrikanska familjen dunrallar inom ordningen tran- och rallfåglar.

## Utseende och läten
Dunrallar är mycket små ralliknande fåglar omtalade för sitt tillbakadragna leverne. De avslöjas därför oftast lättast, eller enbart, med hjälp av sina läten. Hanen och honan har tydligt skilda dräkter.
Vitfläckig dunrall är med en kroppslängd på 17 cm en av de större dunrallarna. Hanen har rostbrunt huvud, bröst och stjärt, medan den är svart översållad med vita prickar på ovansida och buk. Även honan är rostbrun likt hanen (olikt alla andra dunrallshonor), medan resten av kroppen är beigebandat mörkbrun. Lätet är en vittljudande och upprepad serie med ringande toner som påminner om dvärgbarbetters läten.

## Utbredning och systematik
Vitfläckig dunrall delas in i två grupper med sammanlagt fyra underarter:
- pulchra-gruppen
  - Sarothrura pulchra pulchra – förekommer från söder Senegal till norra Kamerun
  - Sarothrura pulchra zenkeri – förekommer i sydostligaste Nigeria, längs Kameruns kust och i norra Gabon
  - Sarothrura pulchra batesi – förekommer i södra Kamerun
- centralis-gruppen
  - Sarothrura pulchra centralis – förekommer från Republiken Kongo och Angola till sydligaste Sydsudan, västra Kenya och nordvästra Tanzania

### Familjetillhörighet
Tidigare placerades dunrallarna bland övriga rallar i familjen Rallidae, men DNA-studier visar att de är närmare släkt med simrallar och placeras därför i en egen familj. Vissa, som Birdlife International, behåller dock dunrallarna i rallarna.

## Levnadssätt
Vitfläckig dunrall hittas i tät undervegetation i låglänt regnskog och ungskog, ofta nära vattendrag, där den är mindre tillbakadragen än andra dunrallar. Födan består av ryggradslösa djur som daggmaskar, nematoder, små iglar, små mollusker, mångfotingar och många sorters insekter. Fågeln häckar i de flesta områden under regnperioden.

## Status och hot
Arten har ett stort utbredningsområde och en stor population, men tros minska i antal, dock inte tillräckligt kraftigt för att den ska betraktas som hotad. IUCN kategoriserar därför arten som livskraftig (LC).